# USS Vincennes (CA-44)
O USS Vincennes foi um cruzador pesado operado pela Marinha dos Estados Unidos e a sétima e última embarcação da Classe New Orleans, depois do USS New Orleans, USS Astoria, USS Minneapolis, USS Tuscaloosa, USS San Francisco e USS Quincy. Sua construção começou em janeiro de 1934 nos estaleiros da Bethlehem Shipbuilding e foi lançado ao mar em maio de 1936, sendo comissionado na frota norte-americana em fevereiro do ano seguinte. Era armado com uma bateria principal composta por nove canhões de 203 milímetros montados em três torres de artilharia triplas, tinha um deslocamento de mais de doze mil toneladas e alcançava uma velocidade máxima de 32 nós.
O Vincennes passou seus primeiros anos realizando exercícios de rotina. Após o início da Segunda Guerra Mundial em 1939 foi colocado em patrulhas de neutralidade e depois transportou ouro francês e britânico do Marrocos e da África do Sul para serem depositados nos Estados Unidos. O país entrou no conflito no final de 1941 e o cruzador foi colocado na escolta de porta-aviões, participando na primeira metade de 1942 do Ataque Doolittle e da Batalha de Midway. Em seguida se envolveu na Campanha de Guadalcanal, estando presente na noite de 8 para 9 de agosto de 1942 na Batalha da Ilha Savo. Nesta, foi afundado depois de ser alvejado e torpedeado por vários navios japoneses.